# Strelitzia nicolai
Espèce
Classification APG III (2009)
Strelitzia nicolai est une espèce d'oiseau de paradis aux fleurs noires et blanchâtres de la famille des Strelitziaceae originaire d'Afrique du Sud.

## Description
Elle adopte un port arborescent sur un tronc qui peut atteindre six mètres de haut d'où surgissent des feuilles gris-vert disposées en éventail, comme pour l'arbre du voyageur, et qui peuvent mesurer près de deux mètres de long.

## Biologie
C'est une plante vivace en climat tropical au feuillage persistant qui fleurit de juin à septembre et supporte un gel léger (-2 degrés Celsius).

## Répartition
Sa région d'origine s'étend de la Great Fish River jusque Richards Bay au nord.

## Galerie

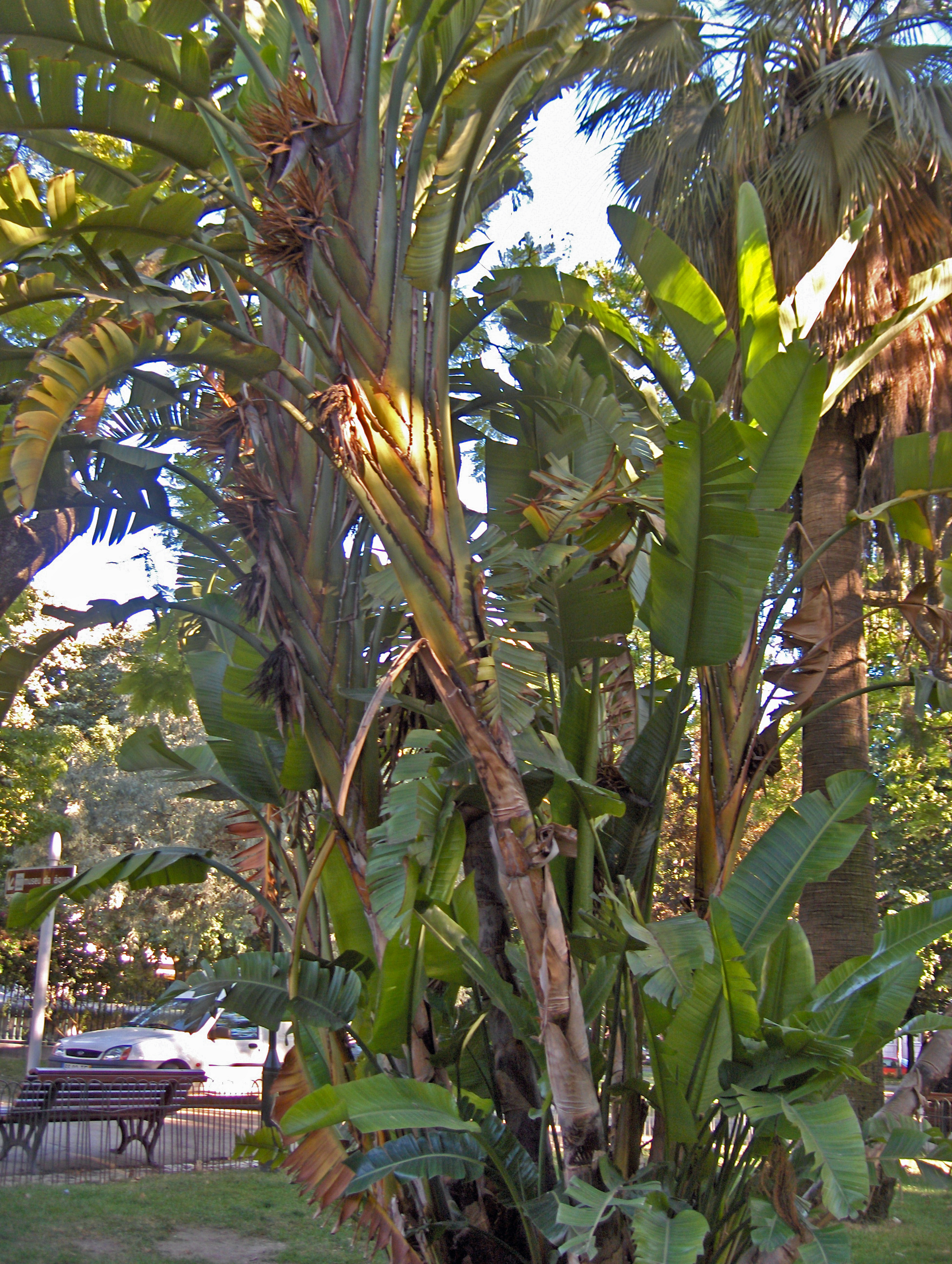
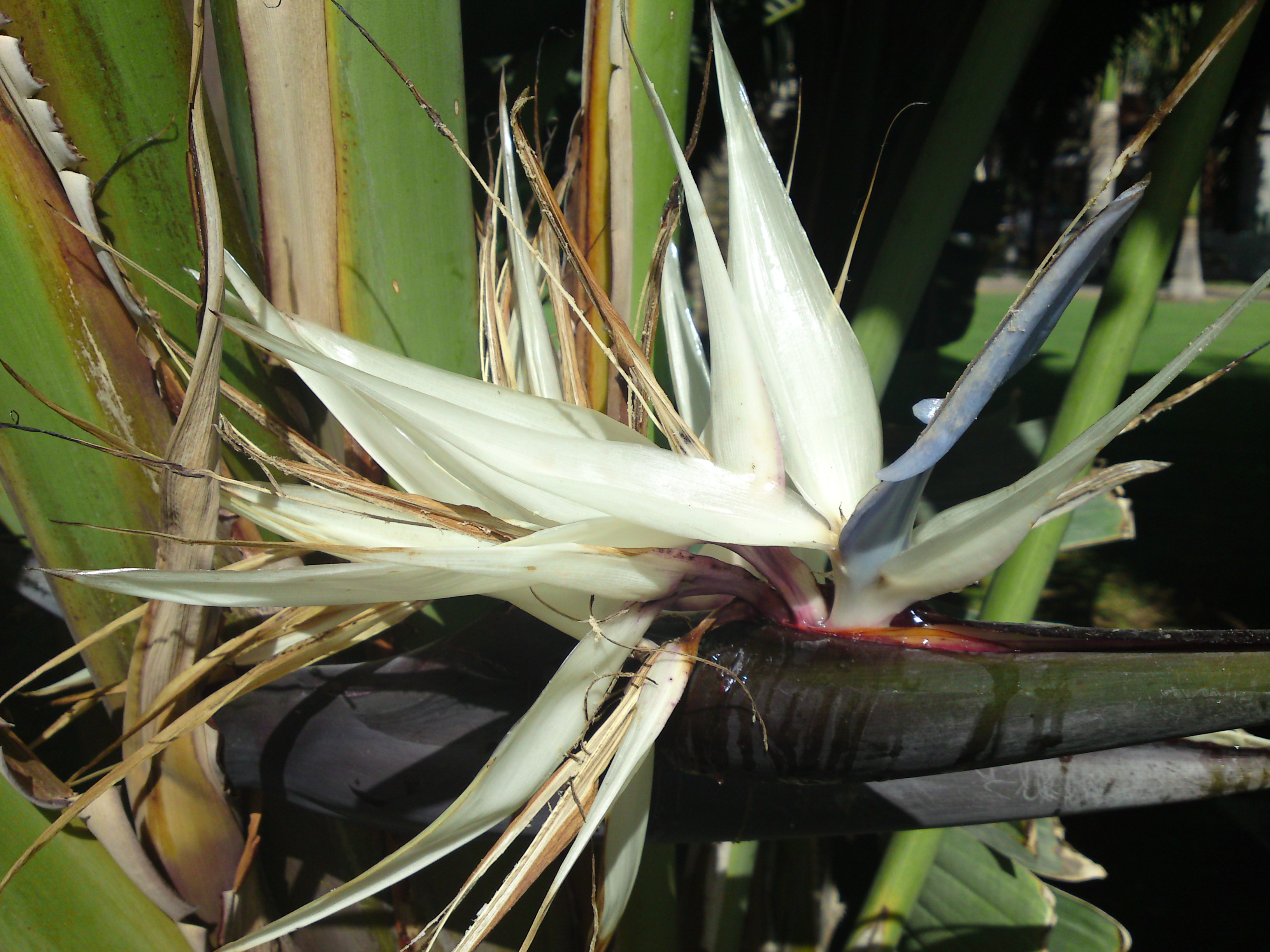
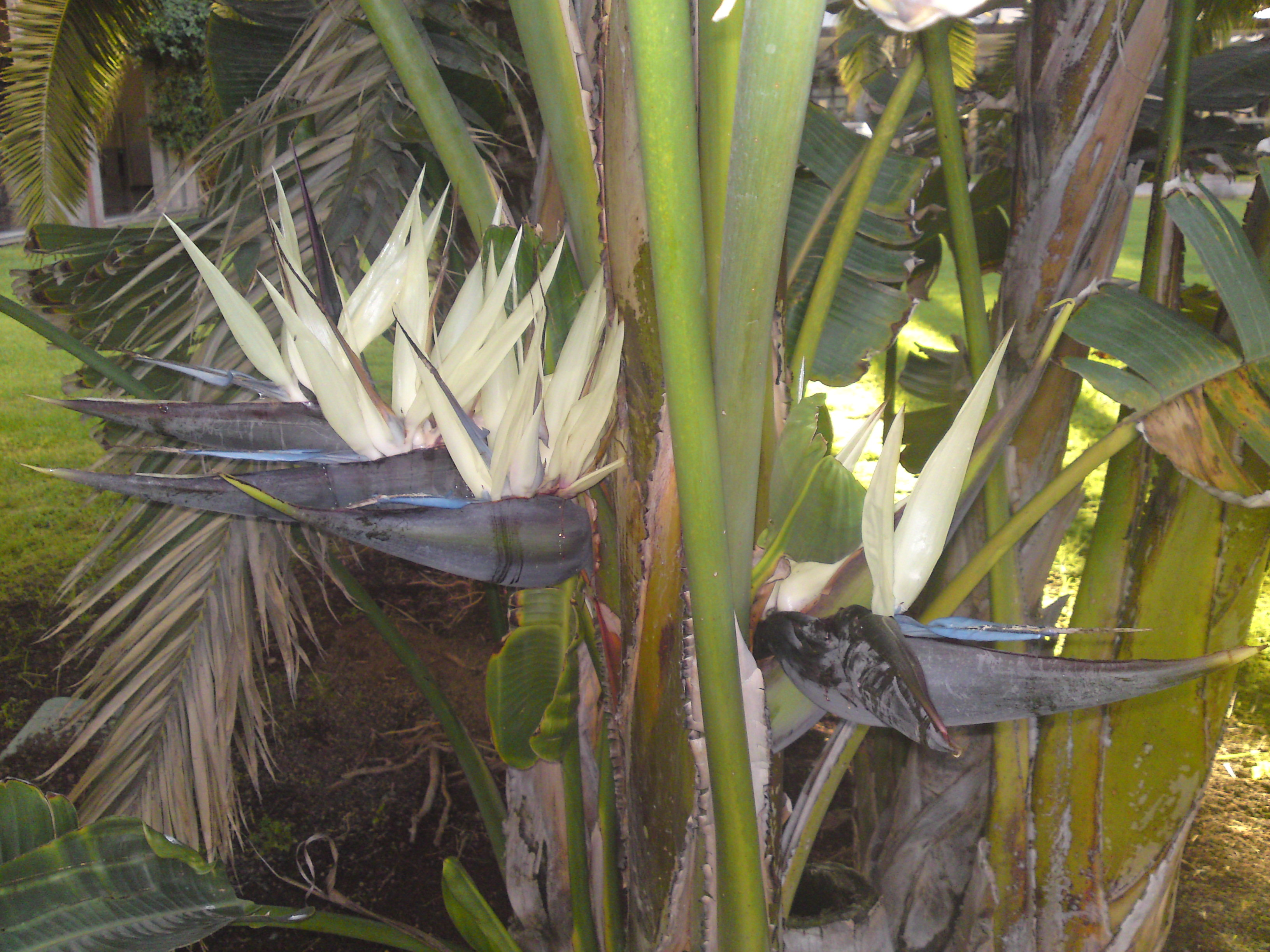
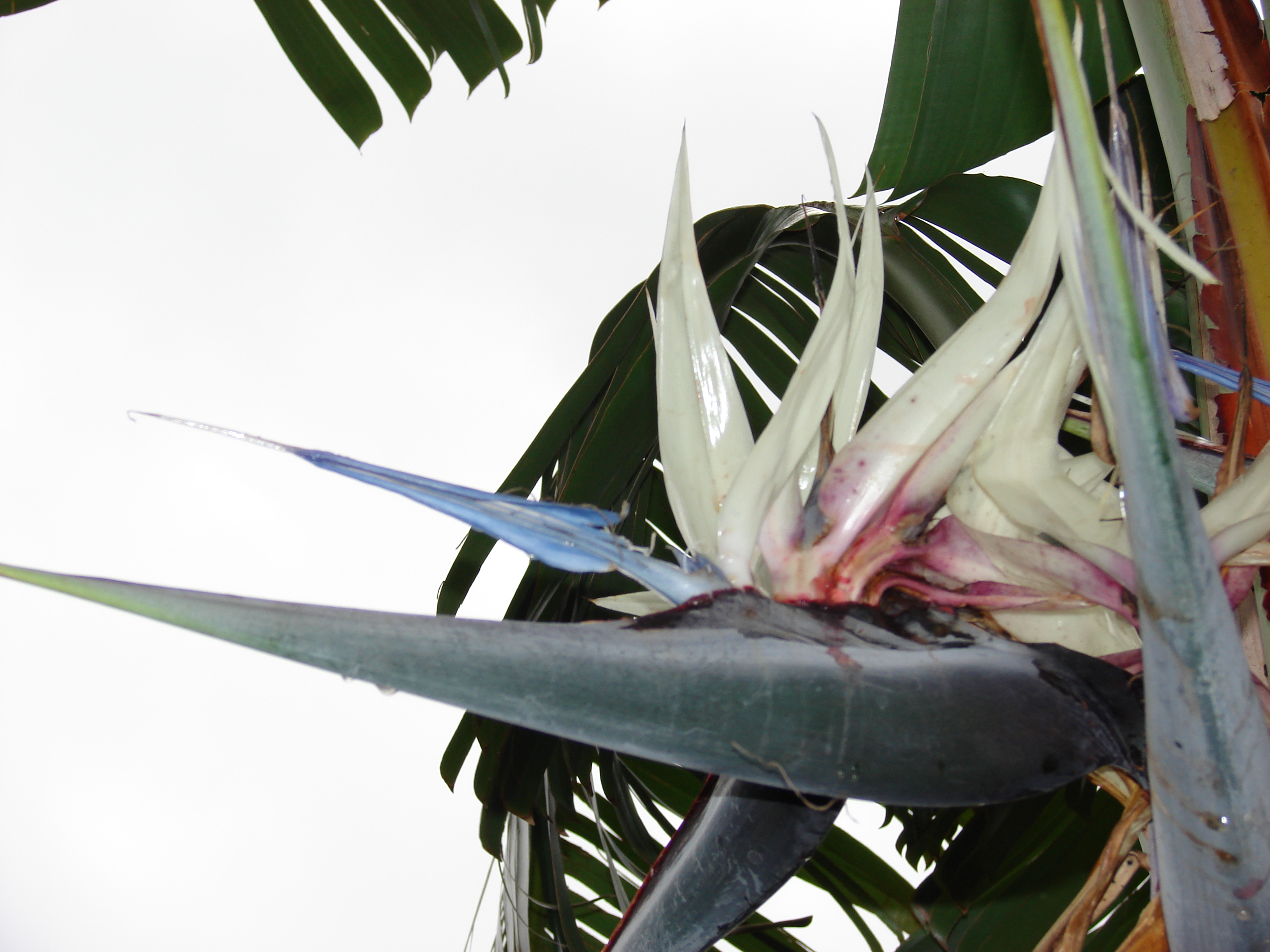
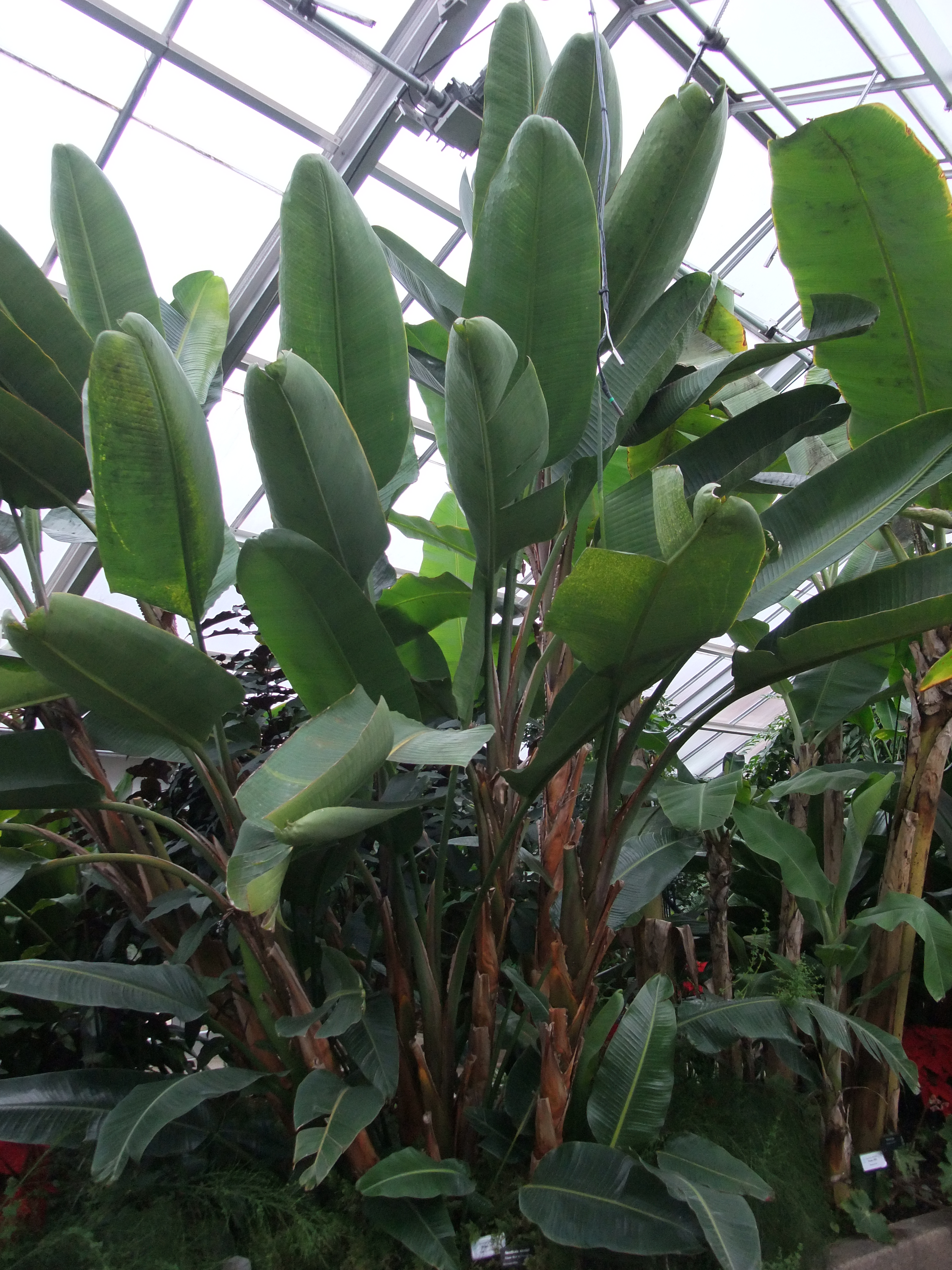